# Malice (banda)
Malice foi uma banda britânica de punk rock de curta duração, surgida em Crawley, Sussex, que tocou junta entre janeiro e dezembro de 1976. Membros do grupo mais tarde formaram o Easy Cure em 1977, que por sua vez se tornou The Cure em 1978.